# (7123) 1989 TT1
(7123) 1989 TT1 (1989 TT1, 1978 WQ14, 1978 WR15) — астероїд головного поясу.
Тіссеранів параметр щодо Юпітера — 3,511.